# Khirbet Zanuta
Khirbet Zanuta, en arabe : خربة زنوتا,  est un village du gouvernorat de Hébron en Palestine, situé à 20 km au sud de Hébron, au sud-ouest de la Cisjordanie.
Fin octobre 2023, les quelque 250 Palestiniens habitant le village ont fui, craignant pour leur vie, après plusieurs attaques de colons israéliens. Ces derniers menaient des expéditions nuit et jour, attaquant physiquement les habitants, brisant les panneaux solaires, seule source d’électricité du hameau. La clinique du village a été totalement détruite et l’école en partie brûlée.